# Michael Olise
Michael Akpovie Olise (London, 12. prosinca 2001.) francuski je nogometaš koji igra na poziciji ofenzivnog veznog i krila. Trenutačno igra za Bayern München i francusku reprezentaciju.
Olise je rođen u Londonu od oca iz Nigerije i majke francusko-alžirskog porijekla, što ga je činilo podobnim za međunarodno predstavljanje Francuske, Alžira, Engleske ili Nigerije. Izbrao je Francusku. Njegov mlađi brat Richard Olise također je nogometaš. Olise je poznat po tome što je ljevonogi ofenzivni vezni igrač koji može igrati na više pozicija, s izvrsnim rasponom dodavanja, agilnošću i driblinzima u uskim prostorima.

## Klupska karijera
Olise je tijekom omladinske karijere igrao za Arsenal, Chelsea, Manchester City i Reading. Za potonji klub debitirao je 2019. Prešao je u Crystal Palace 2021. nakon što je Crystal Palace aktivirali njegovu klauzulu od 8,37 milijuna funti. Tijekom svog vremena u Crystal Palaceu postao je prvi igrač u povijesti kluba koji je upisao 10 asistencija u nekoj sezoni Premier lige. U svojoj posljednjoj sezoni zabio je 10 golova uz 6 asistencija u samo 19 nastupa . 
U srpnju 2024. potpisao je za Bayern München za iznos od 60 milijuna eura.,

## Reprezentativna karijera
Na reprezentativnoj razini, Olise je igrao za omladinske selekcije Francuske prije nego što je zaigrao za seniorsku reprezentaciju Francuske u rujnu 2024. 

## Vanjske poveznice
- Profil, Transfermarkt